# Erythroxylum venosum
Erythroxylum venosum är en tvåhjärtbladig växtart som beskrevs av Henry Hurd Rusby. Erythroxylum venosum ingår i släktet Erythroxylum och familjen Erythroxylaceae. Inga underarter finns listade i Catalogue of Life.